# ترانستيكس

ملصق المسرحية الإعلاني

ترانستيكس مسرحية تونسية من تأليف وإخراج المنصف الزهروني في 2019 وإنتاج زينب فرحات. تناقش المسرحية موضوع العبور الجنسي في المجتمع التونسي.

## الاسم
عنوان المسرحية بالأساس متكون من مفردتين هما:
«ترانس» وهي كلمة لاتينية تعني الآخرة والتغيير، و «ستيكس» الذي هة نهر ونقطة عبور في الأساطير اليونانية. وبالتالي يعكس العنوان الحدث الرئيسي الموصوف طوال المسرحية، وهو العبور من جنس إلى آخر من خلال تجربة الشخصية الرئيسية، تينا.
تفسير آخر اقترحه المخرج هو أن الاسم يشير إلى البحر الأبيض المتوسط الذي يعبره كل عام الآلاف من التونسيين، بما في ذلك العابرون جنسيا، الذين يسعون إلى الفرار من واقعهم المرير والهجرة إلى أوروبا، والتي تمثل لهم الملجأ والحرية.

## موضوع المسرحية
تتناول المسرحية موضوع العبور في المجتمع التونسي في القرن الواحد والعشرين، خاصة بعد الثورة، من خلال الحوار بين تينا، وهي امرأة عابرة خضعت لتوها لآخر عملية لإعادة تحديد الجنس في لندن في سن السابعة والعشرين  وملاكها الوصي ستيلا  ، الذي يعيد إليها ذكرياتها منذ طفولته إلى غيبوبتها بعد الجراحة.
من خلال المسرحية، يحاول المخرج إعادة بناء هوية المجتمع العابر الجنسي في تونس الذي يعتبر السياسيون والمؤسسات الدينية أعضاءه من مواطنين من الدرجة الثانية. بالإضافة إلى ذلك، يريد أن يرسخ في أذهان الجمهور مصطلحات جديدة أكثر شمولاً وأكثر تسامحًا فيما يتعلق بمسألة العبور، من أجل جعل النقاش حول هذا الموضوع ممكنًا وفي وقت لاحق لتغيير الرأي العام. ووفقا له، فاالفن بشكل عام والمسرحية كمثال أداة فعالة لمجتمع الميم في تونس وحول العالم لفرض قضيتهم.

المسرحية مصحوبة بترجمة باللغتين الإنجليزية والفرنسية. وهي ممنوعة على الأشخاص دون سن السادسة عشرة. 

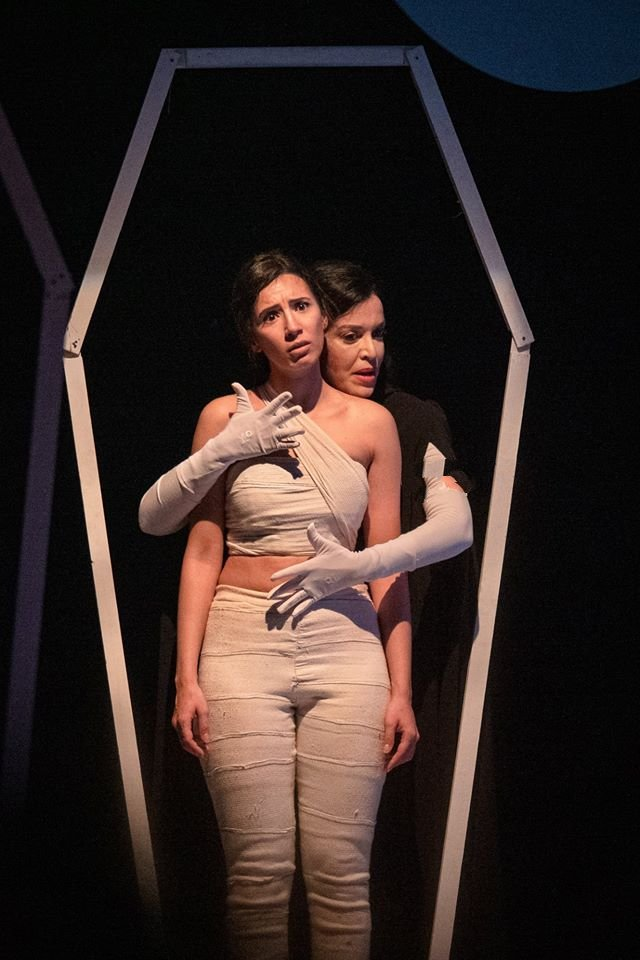
اللقاء الأول بين تينا و ستلا
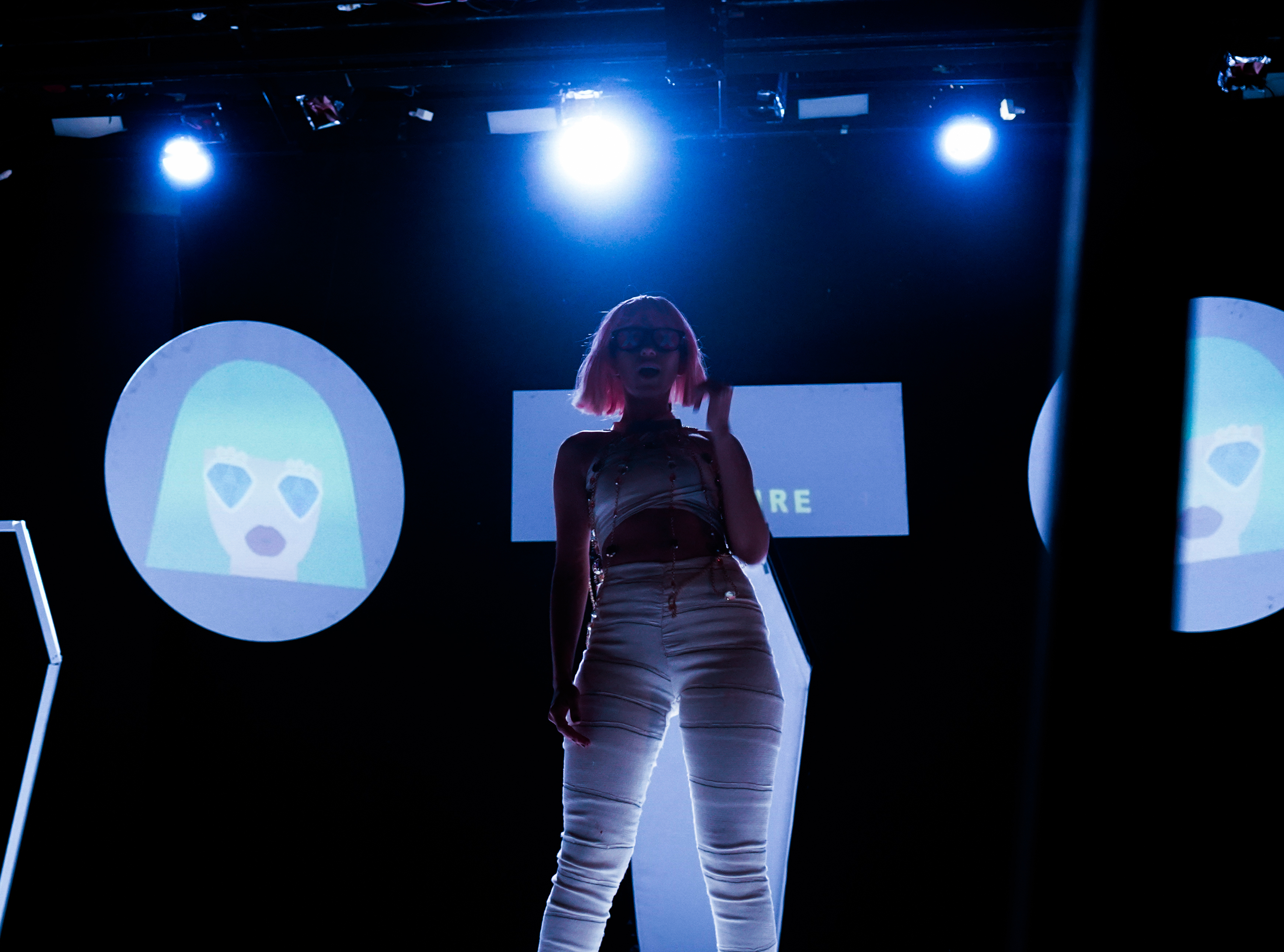
تينا تلعب دور لايدي تي

## الفريق

### الفريق التقني
- إخراج: منصف الزهروني
- ديكور: وليد حصير
- ازياء خاصة: سيف الدين بن سليمان
- رسوم: بشرى جلالي
- أضواء: محمد زيدان

### الممثلات
- سنية هذيلي: تينا
- أمينة بن دوة: ستيلا، الملاك الحارس

## الشركاء
المسرحية بالأساس أحد مشاريع الجمعية التونسية «زانوبيا»، التي تعمل على تحقيق التنمية المستدامة والمواطنة، بالتعاون مع العديد من المؤسسات الأكاديمية (مسرح التياترو والمدرسة العليا للملتميديا والسينما) والجمعيات (موجودين).